# بيط شديد الأناقة
بيط شديد الأناقة (الاسم العلمي: Bittium elegantissimum) هو نوع من الرخويات يتبع جنس البيط من الفصيلة القرطيونية.